# Mistři
Mistři je český film režiséra Marka Najbrta z roku 2004, jde o jeho filmový debut.

## Děj
Děj se odehrává ve vesnici v českém pohraničí, jejíž obyvatelé sledují v hospodě mistrovství světa v ledním hokeji.

## Ocenění
Film získal tři České lvy (nejlepší střih, ženský herecký výkon ve vedlejší roli pro Kláru Melíškovou a mužský herecký výkon ve vedlejší roli pro Jana Budaře) a nestatutární cenu filmových kritiků, na další čtyři ceny byl nominován (nejlepší film, režie, scénář a zvuk).

## Obsazení
| Jan Budař       | Bohouš       |
| Klára Melíšková | Zdena        |
| Leoš Noha       | Karel        |
| Tomáš Matonoha  | Milan        |
| Cyril Drozda    | Velký Jarda  |
| Josef Polášek   | Josef        |
| Jiří Ornest     | ing. Pavelec |
| Jan Řehák       | Jarda – kluk |
| Will Spoor      | Ziege        |